# Mastacembelus cunningtoni
Mastacembelus cunningtoni é uma espécie de peixe da família Mastacembelidae.

## Distribuição
Pode ser encontrada nos seguintes países: Burundi, República Democrática do Congo, Tanzânia e Zâmbia.
O seu habitat natural é o Lago Tanganica e o Rio Lukuga, que flui a partir desse lago. No rio, é encontrado até as corredeiras de Kisimba-Kilia. A espécie habita relativamente perto das margens, em locais com fundos rochosos ou lodosos.
Está ameaçada por perda de habitat.